# New Glenn
New Glenn — двухступенчатая тяжёлая орбитальная ракета-носитель американской компании Blue Origin с 2012 года.
Первый запуск этой ракеты планировался в 2021 году, но после нескольких переносов состоялся 16 января 2025 года.

## Описание
New Glenn имеет две ступени диаметром 7 метров, первая из которых — многоразовая.
Первая ступень оснащена семью двигателями BE-4 (разрабатываются также компанией Blue Origin), работающими на смеси метан-кислород. Первая ступень — многоразовая и приземляется вертикально, с технологией, ранее разработанной и испытанной на суборбитальных ракетах New Shepard.
Вторая ступень использует два двигателя BE-3U, оптимизированных для работы в вакууме, но работающих на смеси водород/кислород в качестве топлива. Эти двигатели также производятся компанией Blue Origin и уже применялись на New Shepard, правда, в версии для работы на уровне моря.
Ожидается, что ракета-носитель сможет выводить на низкую околоземную орбиту полезную нагрузку массой до 45 т, а на геопереходную орбиту — до 13 т.

## История
Ранние проектные работы над ней начались в 2012 году. Уже через год после начала разработки орбитальной системы, в сентябре 2015 года Blue Origin объявила о существовании новой ракеты.
В январе 2016 года Blue Origin сообщила, что новая ракета будет во много раз больше, чем New Shepard, хотя это будет наименьшая из серии орбитальных аппаратов Blue Origin. В сентябре 2016 был обнародован дизайн ракеты (технические характеристики) и объявлено её официальное название — New Glenn. Главный инженер проекта — Филипп Пети заявлял, что этот носитель может предназначаться для вывода на НОО нагрузок разных масс.

### Ранние разработки орбитальных подсистем
Blue Origin начали разработку систем для орбитальных полётов человека ещё до 2012 года. Был проект многоразовой первой ступени ракеты-носителя, которая должна была лететь по суборбитальной траектории, взлетать вертикально, как ступень обычной многоступенчатой ракеты. Далее ступень отделялась, а верхняя ступень продолжала выведение астронавтов на орбиту. При этом, первая ступень ракеты-носителя должна была выполнить вертикальную посадку как это делал суборбитальный агрегатный отсек New Shepard.
Затем первая ступень должна была заправляться и снова использоваться, что позволит повысить надёжность и снизить стоимость вывода человека в космическое пространство.
Ракетный ускоритель[прояснить] проектировался, чтобы выводить на орбиту разрабатываемые компанией Blue Origin биконические космические корабли с космонавтами и грузом. Дизайн корабля предусматривал также возврат на Землю в атмосферу Земли на парашютах, так чтобы впоследствии быть использованным снова в будущих миссиях на околоземной орбите.
Blue Origin смогли выполнить общие системные требования к орбитальному космическому кораблю уже к маю 2012 года.
Сразу после этого начались испытания двигателя для ракеты-носителя многоразового корабля. Испытание тяги на полную мощность для двигателя верхней ступени BE-3, работающего на жидком кислороде и жидком водороде проводилось в НАСА в октябре 2012 года. Была успешно достигнута полная тяга 100,000 фунтов-силы (около 440 кн).

### Ракета-носитель
Планы запуска орбитальной ракеты-носителя были объявлены в 2015 году. К марту 2016 года, название ракеты упомянули как «Very Big Brother», было отмечено, что это будет двухступенчатая жидкостная ракета. Её конструкция предусматривала многоразовое использование.
В марте 2016 года появилась информация, что первый орбитальный запуск планируется со стартового комплекта во Флориде в 2020 году. Первая ступень будет оснащаться жидкостными двигателями BE-4, использующими жидкий метан/жидкий кислород. Во второй ступени будет установлен двигатель BE-3, использующий смесь жидкий водород/жидкий кислород. Количество двигателей на ступенях в тот раз не было объявлено. Также ничего не было известно о стартовой массе полезной нагрузки.
Blue Origin намерена запускать ракеты с комплекса LC-36, а сборка ракет будет происходить на новом заводе, расположенном рядом с комплексом, в Exploration Park. Испытания двигателей BE-4 также будут проводиться во Флориде.
В сентябре 2016 года, Blue Origin сообщила, что ракета будет называться New Glenn в честь первого американского астронавта вышедшего на земную орбиту, Джона Гленна.
Первая ступень, имеющая 7 метров в диаметре будет оснащаться двигателями BE-4 разработанными компанией Blue Origin. Первая ступень является многоразовой, с вертикальной посадкой, как и суборбитальная ракета-носитель New Shepard, которая предшествовала ей.
В 2020 году New Glenn, построенная с использованием двигателей BE-4, была предложена на конкурс на два пятилетних контракта на пуски ракет для Космических сил США, но проиграло предложениям от SpaceX Илона Маска и United Launch Alliance.

## Планы запусков
7 марта 2017 года компания Blue Origin объявила о подписании первого контракта на запуск коммерческого спутника компании Eutelsat, запуск был предварительно запланирован на 2021—2022 годы. Днём позже был подписан второй контракт, на пять пусков ракеты New Glenn со спутниками OneWeb. ,запуск отложен до 2023, а затем до октября 2024 года.
Первый запуск ракеты состоялся 16 января 2025 года. На орбиту была успешно выведена вторая ступень с неотделяемой полезной нагрузкой. Попытка посадки первой ступени на плавучую платформу завершилась неудачей.